# Grisette

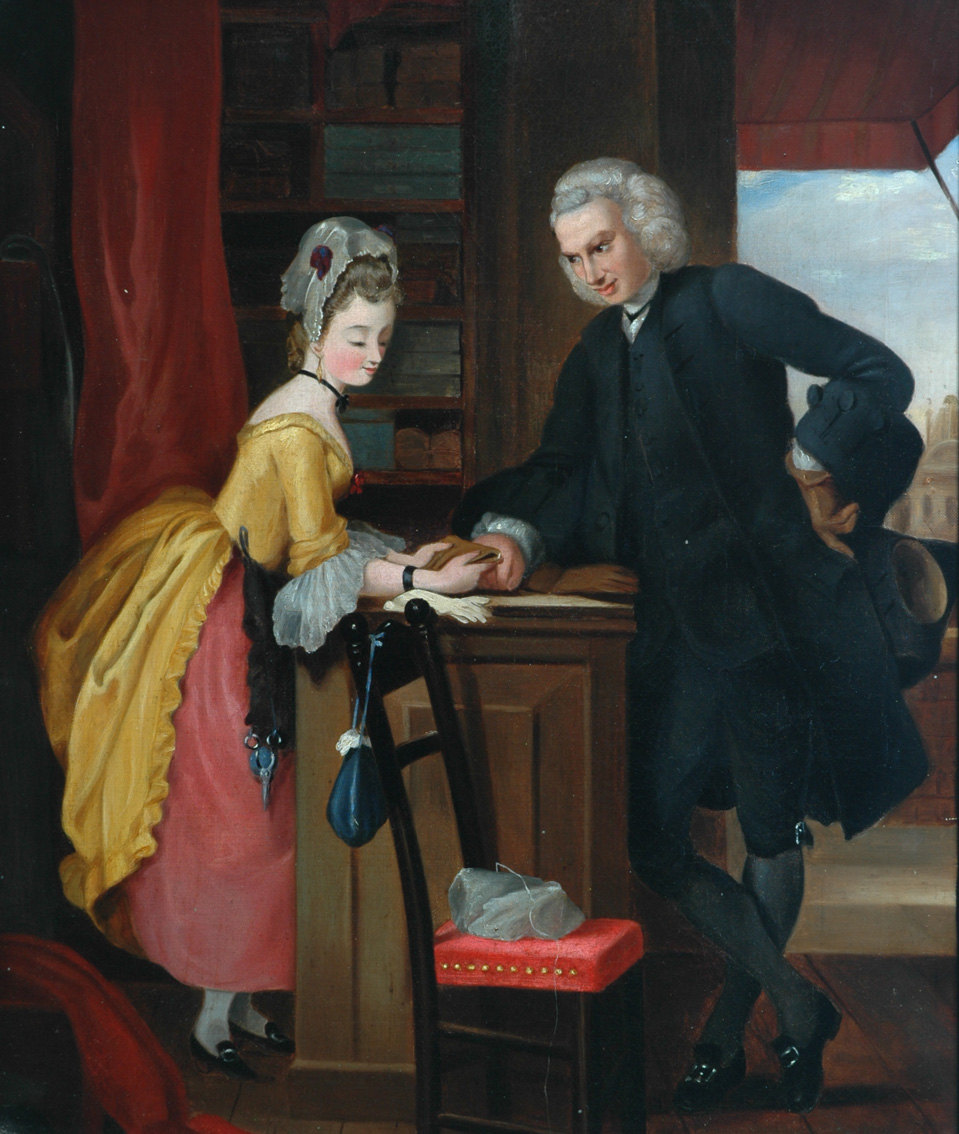
Yorick e la Grisette, illustrazione per il Viaggio sentimentale di Laurence Sterne

Nella Francia del finire del XVIII e nel XIX secolo si definiva grisette una ragazza nubile, in genere di basso ceto sociale e modesta istruzione, che viveva al di fuori della famiglia e senza il suo supporto, secondo una sorta di emancipazione comunque ancora inusuale al tempo.
Le "grisettes du quartier latin" convivevano spesso con studenti ed artisti Bohémien, svolgendo lavori umili, ma si vuole che accettassero talora regali dai loro amanti borghesi, da cui l'accezione equivoca di "mantenuta" che assumeva il termine a Parigi, pur senza farle considerare "cocottes", sebbene molte  in effetti si prostituissero e talvolte il termine poteva essere associato al meretricio occasionale senza lenocinio.
Tipici esempi letterari di grisettes sono le pucciniane Musetta e Mimì de La bohème e Magda de La rondine, Rigolette de Les Mystères de Paris di Eugène Sue, ma altre ne appaiono ne La vedova allegra di Franz Lehár, ne I miserabili di Victor Hugo e ne La Vieille Fille di Honoré de Balzac.
Il nome deriva da quello di una stoffa particolarmente adatta al lavoro (denominata appunto grisette), con la quale si confezionavano vestiti di basso valore, di colore grigio.